# Mintopola braziliensis
Mintopola braziliensis là một loài bướm đêm thuộc phân họ Arctiinae, họ Erebidae.